# Nonano-1,5-lacton
Nonano-1,5-lacton (auch Nonan-1,5-olid oder δ-Nonanolacton) ist eine organische Verbindung aus der Gruppe der Lactone.

## Vorkommen

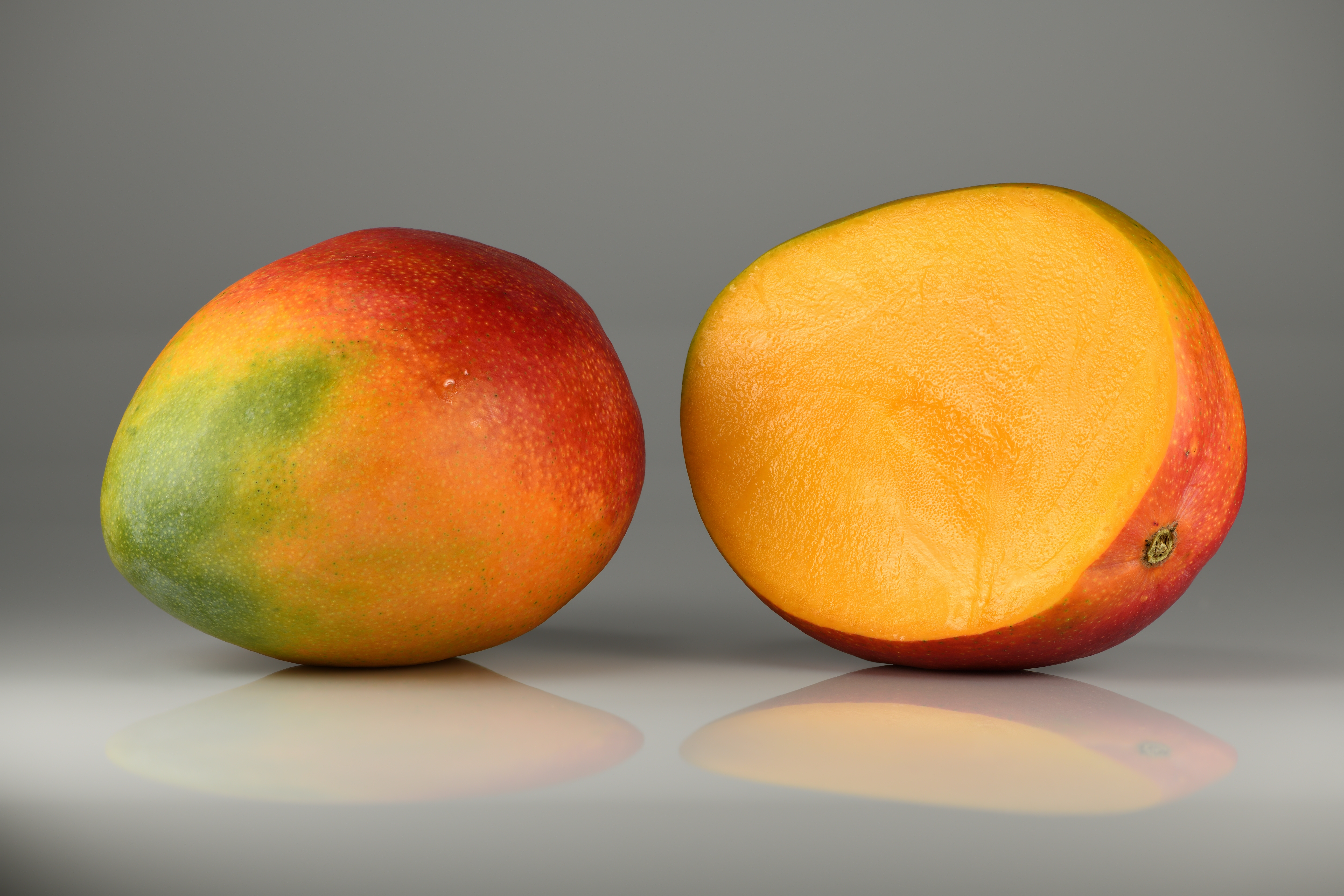
Mango

Nonano-1,5-lacton kommt in Mangos vor.

## Herstellung
Nonano-1,5-lacton entsteht bei der Reduktion von 5-Oxononansäure mit Natriumborhydrid. Die Reaktion von Cyclopentanon mit einem Aldehyd im Basischen ergibt ein 2-Alkylidencyclopentanon. Durch Hydrierung an Palladium und Baeyer-Villiger-Oxidation werden so δ -Lactone erhalten. Durch Reaktion mit Butanal wird Nonano-1,5-lacton erhalten.

## Verwendung
Nonano-1,5-lacton wird weltweit in der Größenordnung von 1 bis 10 Tonnen pro Jahr als Duftstoff verwendet. Es ist in der EU unter der FL-Nummer 10.014 als Aromastoff für Lebensmittel zugelassen.